# Озерки (Пристенский район)
Озерки — хутор в Пристенском районе Курской области России. Входит в состав Пристенского сельсовета.

## География
Хутор находится в южной части Курской области, в пределах юго-западной части Среднерусской возвышенности, в лесостепной зоне, при железнодорожной линии Орёл — Белгород, на расстоянии примерно 2 километров (по прямой) к северу от посёлка городского типа Пристень, административного центра района. Абсолютная высота — 224 метра над уровнем моря.
Климат
Климат характеризуется как умеренно континентальный. Среднегодовая температура составляет +5,3 °C. Средняя температура воздуха самого тёплого месяца (июля) +18,7…+20 °C (абсолютный максимум — +40 °C); самого холодного (января) — −18,6…−18,2 °C (абсолютный минимум — −36 °C). Безморозный период длится около 151 дня в году. Среднегодовое количество атмосферных осадков составляет 533 мм. Снежный покров образуется в конце ноября и держится в течение 120—130 дней.
Часовой пояс
Хутор Озерки, как и вся Курская область, находится в часовой зоне МСК (московское время). Смещение применяемого времени относительно UTC составляет +3:00.

## Население
| 2002 | 2010 |
| ---- | ---- |
| 69   | ↘41  |

Половой состав
По данным Всероссийской переписи населения 2010 года в гендерной структуре населения мужчины составляли 39 %, женщины — соответственно 61 %.
Национальный состав
Согласно результатам переписи 2002 года, в национальной структуре населения русские составляли 96 % из 69 чел.